# Овчаренко В'ячеслав Андрійович
В'ячеслав Андрійович Овчаренко (16 липня 1957, Єнакієве, Донецька область) — колишній голова Конституційного суду України; доктор наук з державного управління, заслужений юрист України.

## Життєпис
Народився 16 липня 1957 року в Єнакієвому Донецької області. Після служби в армії працював начальником дільниці телеграфу Єнакіївського міського вузла зв'язку, військовим керівником середньої школи, слюсарем. У 1979 році закінчив Полтавське вище зенітне ракетне командне училище ім. Ватутіна. У 1983—1984 роках працював юридичним консультантом Єнакіївського авторемонтного заводу і виробничого об'єднання «Орджонікідзевугілля».
У 1987 році закінчив Харківський юридичний інститут імені Дзержинського. З червня по грудень 1987 року проходив стажування в Донецькій обласній колегії адвокатів.
Протягом 1987—1992 років — адвокат Донецької обласної колегії адвокатів, суддя Єнакіївського міського суду. Протягом 1996—2001 років — заступник Кіровського міжрайонного прокурора м. Єнакієве. З жовтня 2001 року по грудень 2002 року — суддя Єнакіївського міського суду. З грудня 2002 року — голова Єнакіївського міського суду.
У серпні 2006 року Верховною Радою України призначений суддею Конституційного Суду України, 4 серпня 2006 року склав присягу.
18 липня 2013 року на спеціальному пленарному засіданні Конституційного Суду України був обраний Головою Конституційного Суду України (після завершення трирічного терміну повноважень Анатолія Головіна).
24 лютого 2014 року звільнений за порушення присяги постановою Верховної Ради України.

## Суддівська діяльність
30 вересня 2010 року Овчаренко голосував за відновлення дії Конституції України в редакції 1996 року шляхом прийняття рішення Конституційного суду України у справі про дотримання процедури внесення змін до Конституції від 8 грудня 2004 року.

## Нагороди
- Почесна грамота Верховної Ради України

## Цікаві факти
- В'ячеслав Овчаренко, як відзначають ЗМІ, має шість мотоциклів Yamaha з об'ємом двигуна 250 та 500 кубічних сантиметрів[9][10].
- Коли В'ячеслав Овчаренко працював юристом на виробничому об'єднанні «Орджонікідзевугілля» (1983—1984), директором автобази підприємства був Віктор Янукович[10].
- Після призначення В'ячеслава Овчаренка головою Єнакіївського міського суду у 2001 році стало відомо про зникнення документів про судимості Віктора Януковича[10][11].